# Utetheisa devittata
Utetheisa devittata är en fjärilsart som beskrevs av Embrik Strand 1909. Utetheisa devittata ingår i släktet Utetheisa och familjen björnspinnare. Inga underarter finns listade i Catalogue of Life.